# Fingerrechnen

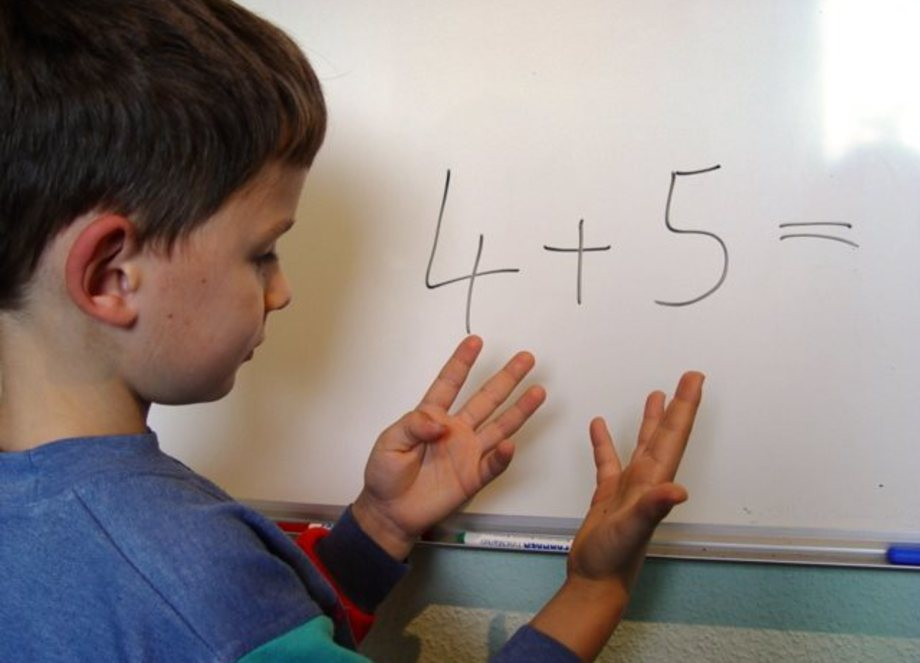
Schüler beim Fingerrechnen

Als Fingerrechnen bezeichnet man Methoden, bei denen das Rechnen durch systematischen Einsatz der Finger als Rechenhilfsmittel durchgeführt wird. Es wird vermutet, dass solche Systeme schon im Altertum existierten. Auch der Erfolg des Dezimalsystems geht auf das Fingerrechnen zurück, da der Mensch zehn Finger hat und der Umbruch auf die nächsthöhere Stelle am Ende der Fingerzahl praktisch war. Auch in dem auf die Sumerer und Babylonier zurückgehende Sechziger-System Sexagesimalsystem kann mit den zehn Fingern gezählt und gerechnet werden.
Eine schon sehr alte Form der Rechenhilfe ist der Abakus, der ebenfalls dezimal und mit dem Fingerrechnen leicht kompatibel ist.

## Geschichte
Eine frühe Niederschrift zum Fingerrechnen stammt von dem englischen Benediktinermönch Beda Venerabilis (um 673–735). In seinem Buch De temporum ratione lieferte er eine vollständige Erklärung der Fingerzählweise und stellte geordnete Regeln für das Rechnen damit auf.
Das Fingerrechnen war bei den Gelehrten, weil das Rechenmittel immer zur Hand war, so populär, dass ein Rechenhandbuch im Mittelalter nur mit einer Beschreibung dieser Methode als vollständig galt. Auch in Leonardo Fibonaccis berühmtem Rechenbuch Liber abaci, einem enzyklopädischen Rechenbuch, das der westlichen Welt die arithmetischen Rechenmethoden auf der Basis des indisch-arabischen Stellenwertsystems vermittelte, findet sich am Ende des ersten Kapitels ein ausgeklügeltes System von Fingerzahlen und Rechenregeln.
Die Fertigkeiten des Fingerrechnens erhielten sich in verschiedenen Kulturkreisen über einen langen Zeitraum und wurden im mitteleuropäischen Raum erst durch den Sieg des schriftlichen Rechnens mit den indisch-arabischen Ziffern in den Hintergrund gedrängt.

## Fingerrechnen nach Anna Schnasing
Eine der überlieferten Formen ist das Fingerrechnen nach Anna Schnasing, eine Methode, mit der die Multiplikation von ganzen Zahlen unter Zuhilfenahme beider Hände so vereinfacht und aufgesplittet wird, dass alle Ergebnisse des kleinen Einmaleins bis 10 lediglich durch simple Addition ermittelbar werden. Mit Händen und Füßen sind sogar Ergebnisse aus dem großen Einmaleins bis 20 ermittelbar.
Die Methode funktioniert mit allen Operationen des kleinen Einmaleins bis 10 ohne Kenntnisse der auswendig zu lernenden 36 Ergebnisse. Außerdem kann sie durch gedachte Zuhilfenahme der Zehen auch auf das große Einmaleins bis 20 erweitert werden, was bereits das Erlernen von 145 Ergebnissen erspart. Die Zehen werden dabei im Schuh leicht bewegt oder bewegt gedacht. In jedem Fall muss der Anwender nur addieren können, dann wird er mit etwas Übung viele kassentypische Rechnungen in kurzer Zeit ausführen. Die Methoden von Anna Schnasing zählen heute zum Fingerrechnen, das mitunter ersatzweise in der Sonderpädagogik eingesetzt wird. Für den Alltag sind sie heute nicht mehr nötig. Sie eignen sich aber für Dyskalkulie und Behinderte sehr gut.

### Anna Schnasing
Anna Schnasing war eine von vielen Milchverkäuferinnen (sogenannte „Bolle-Mädchen“) der Berliner Meierei C. Bolle im Besitz von Carl Bolle, die am Lützowufer, der damaligen Stadtgrenze, angesiedelt war. Schnasing verkaufte vermutlich zwischen 1879 und 1883 frische Milch an Hausfrauen in der Innenstadt und wurde durch eine besondere Fingerfertigkeit bekannt.
„Anna aus dem Spreewald“ sei ein munteres Mädchen gewesen, habe aber „schlecht multiplizieren können“ oder „das kleine Einmaleins nur bis zur 5 beherrscht“, weshalb sie oft von Kunden betrogen worden sei und weniger Geld zurück zum Chef in die Meierei brachte. Nach einem Kurzurlaub zu Hause im Spreewald kam sie eines Tages zurück und verblüffte jeden mit einer undurchsichtigen, aber absolut unfehlbaren Fingerrechnung, mit der sie in kurzer Zeit Rechnungsbeträge multiplizieren und addieren konnte, ohne dass jemand verstand, wie sie es machte. Erst einer ihrer Kunden, ein zurückgezogen lebender Privatdozent und Mathematiker, kam durch allmähliche Beobachtung während des Verkaufsvorgangs hinter das Geheimnis von Anna und schrieb darüber einen Bericht, der unter dem humoristischen Titel Algebraische Fingerfertigkeiten publiziert wurde und im Bildungsbürgertum für ziemliche Erheiterung sorgte. Woher das Mädchen diese Fähigkeit hatte, wurde nie bekannt. Sicher ist, dass Anna später bei Bolle Karriere machte, in die Buchhaltung versetzt und zur Direktrice befördert wurde. Ihr weiteres Schicksal ist nicht überliefert. Ihre Methode ist eine der Erklärungen für den Begriff Milchmädchenrechnung.

### (A) Multiplikation zweier Faktoren bis 5
Diese triviale Fingerrechnung wurde von Anna verwendet.
1. Beide geschlossene Fäuste werden vor den Körper gehalten.
2. Die linke Hand streckt so viele Finger aus, wie die Zahl eines Faktors ist.
3. Die rechte Hand streckt so viele Finger aus, wie die Zahl des zweiten Faktors ist.
4. Nun wird die Zahl der linken Hand so oft mit sich selbst addiert, wie man rechts Finger wieder einknicken kann.

### (B) Multiplikation eines Faktors bis 5 mit einem Faktor über 5
1. Beide geschlossene Fäuste werden vor den Körper gehalten.
2. Die linke Hand streckt so viele Finger aus, wie die Zahl des kleineren Faktors ist.
3. Die rechte Hand streckt so viele Finger aus, wie die Zahl des größeren Faktors ist, knickt aber ab 6 die Finger wieder ein. Die 9 hat beispielsweise einen ausgestreckten Finger und vier eingeknickte.
4. Nun wird vom Zehnfachen der Zahl der linken Hand das Produkt der ausgestreckten Finger der linken und der rechten Hand abgezogen.

Beispiel: 3 mal 9
1. Die linke Hand streckt drei Finger aus.
2. Die rechte Hand zählt bis zur 9. Danach ist ein Finger dieser Hand ausgestreckt.
3. Die Zahl der ausgestreckten Finger der linken Hand beträgt 3, also ist 30 der Summand des Zwischenergebnisses.
4. Danach wird 3 × 1 gerechnet, also 3, und davon abgezogen.
5. 30 − 3 = 3 × 9 = 27

Beweis:
Wenn
- a = Zahl der ausgestreckten Finger der linken Hand
- b = Zahl der ausgestreckten Finger der rechten Hand

dann gilt
- {\displaystyle 10\cdot a-a\cdot b=a\cdot ({\color {Red}10}-b)}

## Multiplikation zweier Faktoren, beide zwischen 5 und 10

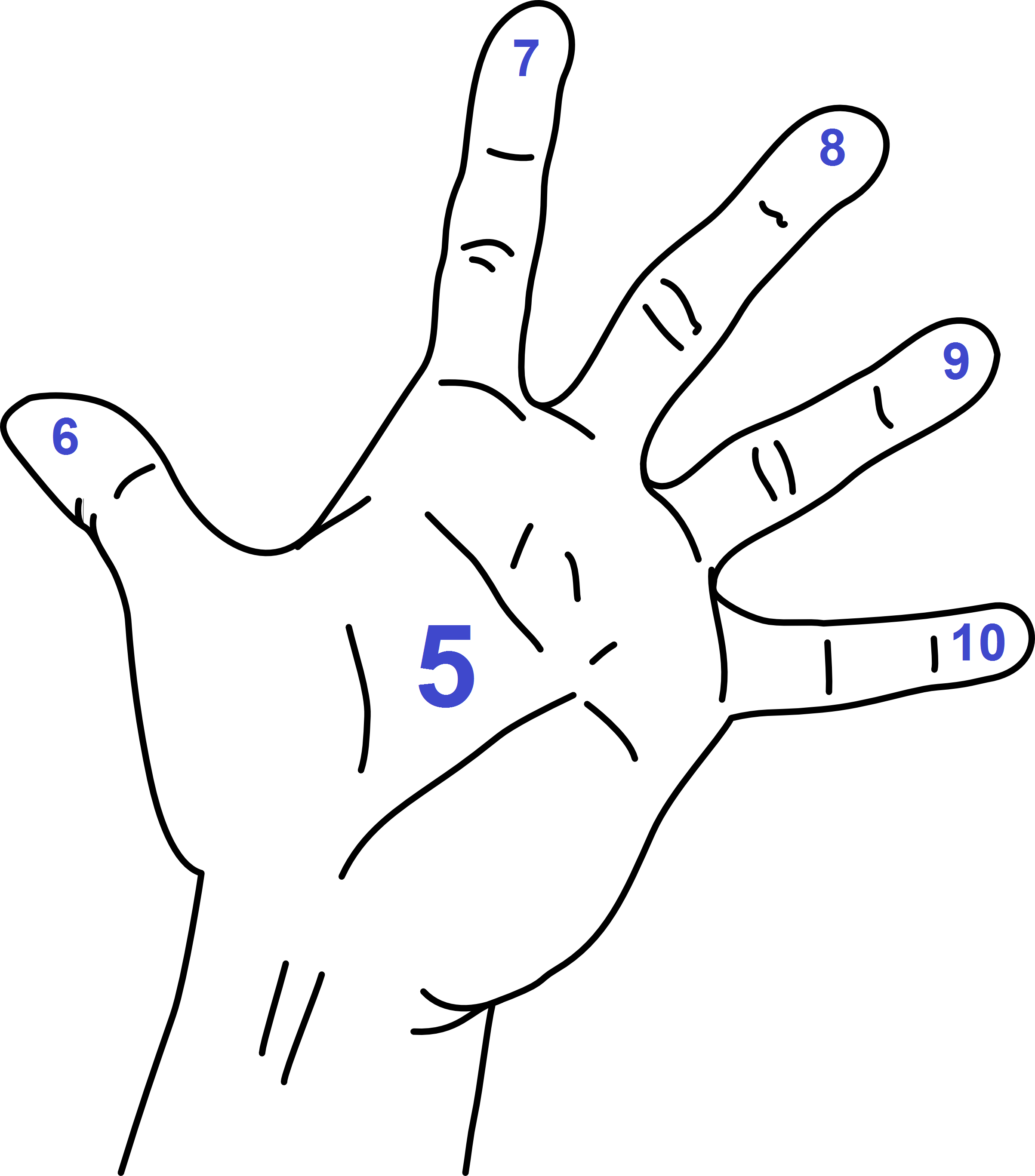
Multiplikation mit Fingern

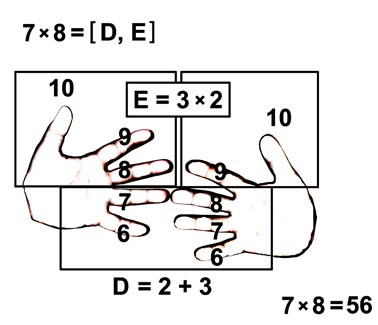
Beispiel 7 × 8

Diese Methode wurde unter anderem von dem persischen Schriftsteller Beha Ad-Din Al'Amuli beschrieben, der sich Ende des 16. und im frühen 17. Jahrhundert mit Algebra befasste und ist bis heute z. B. im hebräischen Sprachraum belegt.  Auch der französische Mathematiker Nicolas Chuquet geht im 15. Jahrhundert in Triparty en la science des nombres auf diese Art der Multiplikation ein.
Die Methode dient zur Berechnung einer Multiplikation von Zahlen zwischen 5 und 10, also für das kleine Einmaleins ab der Zahl 5. Dabei haben die Finger und der Daumen die Bedeutung der Zahlen 5 (alle Finger offen) bis 10 (alle Finger geschlossen), wie auf der Abbildung gezeigt.
- Die eine Hand streckt so viele Finger aus, wie die Zahl eines Faktors ist, knickt aber ab 6 die Finger wieder ein. Die 9 hat beispielsweise einen ausgestreckten Finger und vier eingeknickte. Anders gesagt: Es werden entsprechend der Abbildung alle Finger mit einer Beschriftung kleiner und gleich der Ziffer eingeknickt.
- Die zweite Hand macht das mit dem zweiten Faktor genau so.
- Nun werden alle eingeknickten Finger beider Hände gezählt und als 10er gemerkt, also der erste Summand im Zwischenergebnis.
- Die ausgestreckten Finger jeder Hand werden gezählt und miteinander multipliziert, diese ergibt den zweiten Summanden im Zwischenergebnis.
- Die Summanden beider Zwischenergebnisse werden addiert, man erhält das Ergebnis

Das Vorgehen wird am Beispiel der Multiplikation 7 × 8 erläutert:
1. Bei der ersten Hand werden die Finger 6 und 7 geschlossen: diese Hand steht für die 7.
2. Bei der zweiten Hand werden die Finger 6, 7 und 8 geschlossen: diese Hand steht für die 8.
3. Man zählt nun die Anzahl der geschlossenen Finger: das sind 5 Finger (2 Daumen, 2 Zeigefinger und 1 Mittelfinger). Diese Zahl ergibt die erste Ziffer (Zehnerstelle) der Lösung: 5
4. Nun zählt man die ausgestreckten Finger pro Hand: An der einen Hand haben wir zwei Finger (Ringfinger und kleiner Finger) und an der anderen 3 Finger (Mittelfinger, Ringfinger und kleiner Finger). Diese beiden Fingeranzahlen werden multipliziert 2 × 3 = 6. Dies ergibt die 2. Ziffer (Einerstelle) des Ergebnisses: 6
5. Lösung: 56

In der 2. Abbildung ist dieses Beispiel gezeigt, wobei hier die Finger nicht gekrümmt wurden.
Beweis:
Wenn
- a = Zahl der eingezogenen Finger der linken Hand
- b = Zahl der eingezogenen Finger der rechten Hand

dann gilt
- {\displaystyle {\begin{array}{lcl}(5+a)\cdot (5+b)&=&25+5(a+b)+ab\\10\cdot (a+b)+(5-a)\cdot (5-b)&=&{\color {Red}10}(a+b)+25{\color {Red}-5}(a+b)+ab\end{array}}}

Für die Zuhilfenahme der Fußzehen gelten entsprechende Erweiterungen. Das Verfahren ist viel schneller zu erlernen als das kleine oder große Einmaleins.

## Chisanbop
Chisanbop ist eine aus Korea stammende Fingerrechenmethode.